# Jørgen Jacobsen
 Der er flere personer med dette navn, se Jørgen Jacobsen (fodboldspiller).
Jørgen Jacobsen (født 11. april 1919 på Frederiksberg, død 21. august 2016) var en dansk forsvarsadvokat og landsretssagfører. Han var involveret i en række større og prominente danske retssager.
Blandt de sager som Jacobsen har været involveret i er spionsagen fra Køge i 1959, Mona-sagen fra 1964, p-pillesagen, Jon-sagen, sagen om Ulla Lyngsby, blødersagen, Roum-sagen, injuriesagen i forbindelse med Pedal-Ove-sagen og BT Klub-sagen fra 1977.
Før Tvind forsvarede han Mogens Amdi Petersen da han var fængslet af det tyske politi, og kunstneren Jens Jørgen Thorsen forsvarede han for mistanke om blasfemi.
Han forsvarede Hells Angels-rockeren Jønke efter at han myrdede lederen af den rivaliserende rockergruppe Bullshit.
I 2002 forsøgte han at få en sag om hashsmugling for den særlige klageret.
I den forbindelse blev han af BT betegnet som "stjerneadvokat".
Også i 2002 førte han en injuriesag mod Scientology. Det var en af de sidste sager den da 83-årige advokat tog ind.
Jørgen Jacobsens advokatfirma blev stiftet i 1951 og hedder nu Jørgen Jacobsen & Anders Boelskifte. 
Han var lærermester for sin senere partner Anders Boelskifte. Boelskifte har bl.a. ført sager for Thulearbejderene, Mogens Amdi Petersen og Terrorsagen fra Glasvej.
Jørgen Jacobsen var søn af grosserer Henri Jacobsen (død 1967) og hustru Magda f. Theilgaard (død 1966). Jørgen Jacobsens fader var fætter til designeren og arkitekten Arne Jacobsen. Han blev student 1937 fra Metropolitanskolen. Den halvt jødiske Jørgen Jacobsen var modstandsmand i Anden Verdenskrig og måtte i 1943 flygte i en fiskerbåd til Sverige.
Han tog sin embedseksamen i Sverige.
Jacobsen fik bestalling som advokat i 1950.
Han var en overgang indtil 1956 medlem af kommunistpartiet.
Jacobsen har skrevet bogen Leve mens man lever: erindringer og meninger.
Jacobsen har fire døtre og blev omkring 1980 gift med oversygeplejeske Anne Lise Ranum (afgået ved døden).